# Spassk-Dalni
Spassk-Dalni (Russisch: Спасск-Дальний), ook wel Spassk, is een stad in de kraj Primorje in Rusland. Het is gesitueerd in de Prikhankajskajavlakte aan de rand van het Chankameer.
Het reliëf is vlak met kleine heuveltjes die niet hoger zijn dan 150 - 220 meter. Het gebied van de stad wordt doorsneden door de rivieren Spassovka en Koelesjovka. De stad had in 2007 ongeveer 49.000 inwoners, hetgeen een forse terugloop is ten opzichte van 1989, toen de stad nog 60.060 inwoners had.
Spassk-Dalni ligt op 250 kilometer van Vladivostok en is met deze stad verbonden door auto- en spoorwegen. Het is een halte van vele treinen waaronder Moskou-Vladivostok (Trans-Siberische spoorlijn), Chabarovsk-Tikhookeanskaja, Chabarovsk-Vladivostok en Blagovesjtsjensk-Vladivostok.

## Geschiedenis
De eerste migranten uit de westelijke provincies van Rusland verschenen in het huidige gebied van Spassk-Dalni in 1886. Ze stichtten het dorp Spasskoje dat in 1917 de stad Spassk-Dalni werd. Tijdens de Russische Burgeroorlog was de stad het toneel van zware gevechten tussen Witten en Roden.

## Industrie
Spassk-Dalni was ooit een centrum van de bouwnijverheid in Primorje dankzij de reserves kalksteen, klei en bouwzand in de omgeving. Tegenwoordig is de grootste onderneming de NV Spassktsement dat opgericht werd in 1907 en circa 3,5 miljoen ton cement per jaar produceert. Cement staat ook op het wapenschild van Spassk-Dalni naast de lotusbloem.
De Knorringskoje of Khankajskoje marmergroeve ligt eveneens in het District Spasski. Er zijn maar drie gelijkaardige groeven in de wereld. Verschillende souvenirs worden gemaakt uit het Khankajskimarmer omwille van de fantastische kleuren en patronen.
Het district Spasski is een van de meest productieve landbouwstreken van Primorje. Dankzij het speciale microklimaat van de Prikhankajskajavlakte rijpen groenten, fruit en vruchten hier sneller dan in andere streken.

## Toerisme
Er zijn meer dan twintig monumenten in Spassk-Dalni waarvan meer dan de helft gewijd zijn aan deelnemers van de burgeroorlog in het Russische Verre Oosten. Andere monumenten verwijzen naar gebeurtenissen uit de Tweede Wereldoorlog.
Bestuurlijk centrum: Vladivostok

Arsenjev · Artjom · Bolsjoj Kamen · Dalnegorsk · Dalneretsjensk · Fokino · Lesozavodsk · Nachodka · Partizansk · Spassk-Dalni · Oessoeriejsk